# История Португалии

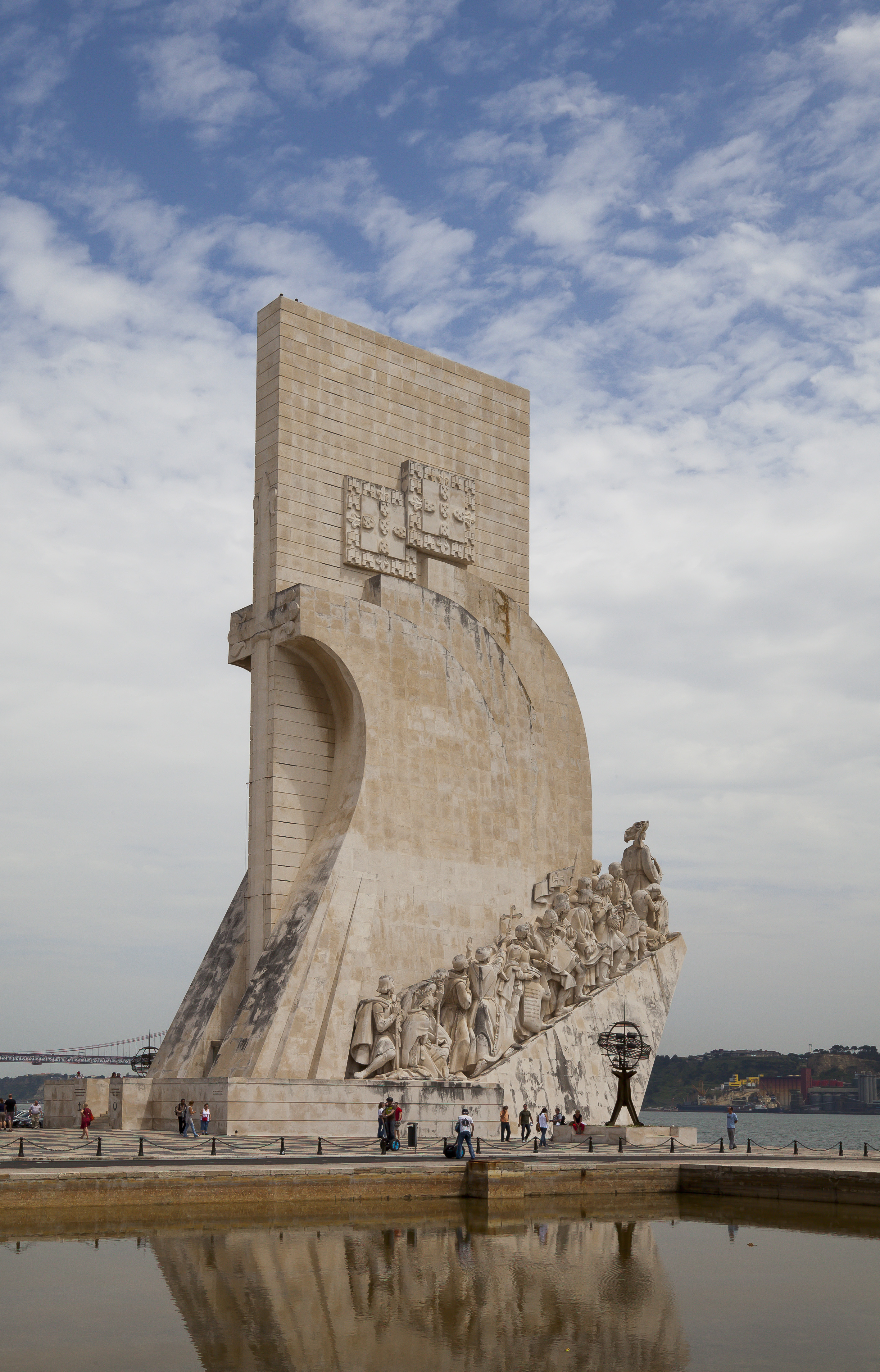
Памятник великим географическим открытиям, Лиссабон, Португалия

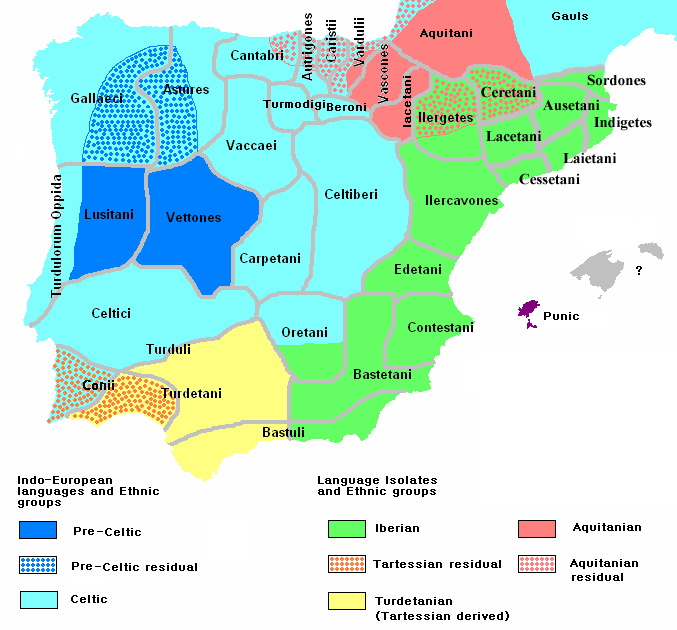
Этнография Иберии ок. 200 года до н. э.

История Португалии как отдельного государства начинается с XII века, когда в качестве правителей земли получил представитель Бургундской династии. Именно тогда государство получило самостоятельность (сначала в качестве графства, а затем и королевства). До этого Португалия не выделялась в особую территорию, и историки рассматривают историю этих земель в контексте истории Пиренейского полуострова.

## Доисторическая эпоха
Близ города Торриш-Новаш в одной из пещер карстовой системы Альмонда Грута де Ароейра (Aroeira cave) или Галерия Песада найден череп представителя вида Homo heidelbergensis, возраст которого оценивается в 390—436 тыс. лет, а также клык и моляр.
В пещере Фигейра-Брава (Gruta da Figueira Brava) в 30 км от Лиссабона неандертальцы употребляли в пищу морепродукты от 106 000 до 86 000 лет назад.
Орудия труда ориньякской культуры и кости из пещеры Пикарейро (Lapa do Picareiro) в Центральной Португалии датируются возрастом от 38 до 41 тыс. лет назад.
Найденный в скальном убежище Лагар Вельхо (13 км от центра города Лейрия) скелет 4-летнего ребёнка Лагар Вельхо 1 или ребёнок Лапедо, датируется возрастом 24500 лет до настоящего времени.
В неолите на территории Португалии были широко распространены дольмены (аналогичные дольмены существовали в Атлантической Европе — Испании, Франции и Британии).
В бронзовом веке на территории Португалии процветают ремёсла. В 1 тыс. до н. э. на юге Португалии и Испании существовала цивилизация Тартесса, торговавшая с Карфагеном; истощение рудников привело к экономическому кризису Тартесса и его последующему покорению.
Во второй половине 1 тыс. до н. э. север Португалии заселяют племена кельтов, юг — лузитаны; возможно, также сохраняются остатки тартессийского населения (конии). Все эти народы были покорены и ассимилированы римлянами в эпоху первых императоров.

## Карфаген
Финикийцы были первыми колонистами на Пиренейском полуострове, про которых известно документально. С 237 года до н. э. Карфаген распространил свою власть на Иберию, откуда Гасдрубал Красивый стал угрожать Римской республике, а потом подписал договор о границе, по которому Испания отходила к Карфагену.

## В составеРимской империи

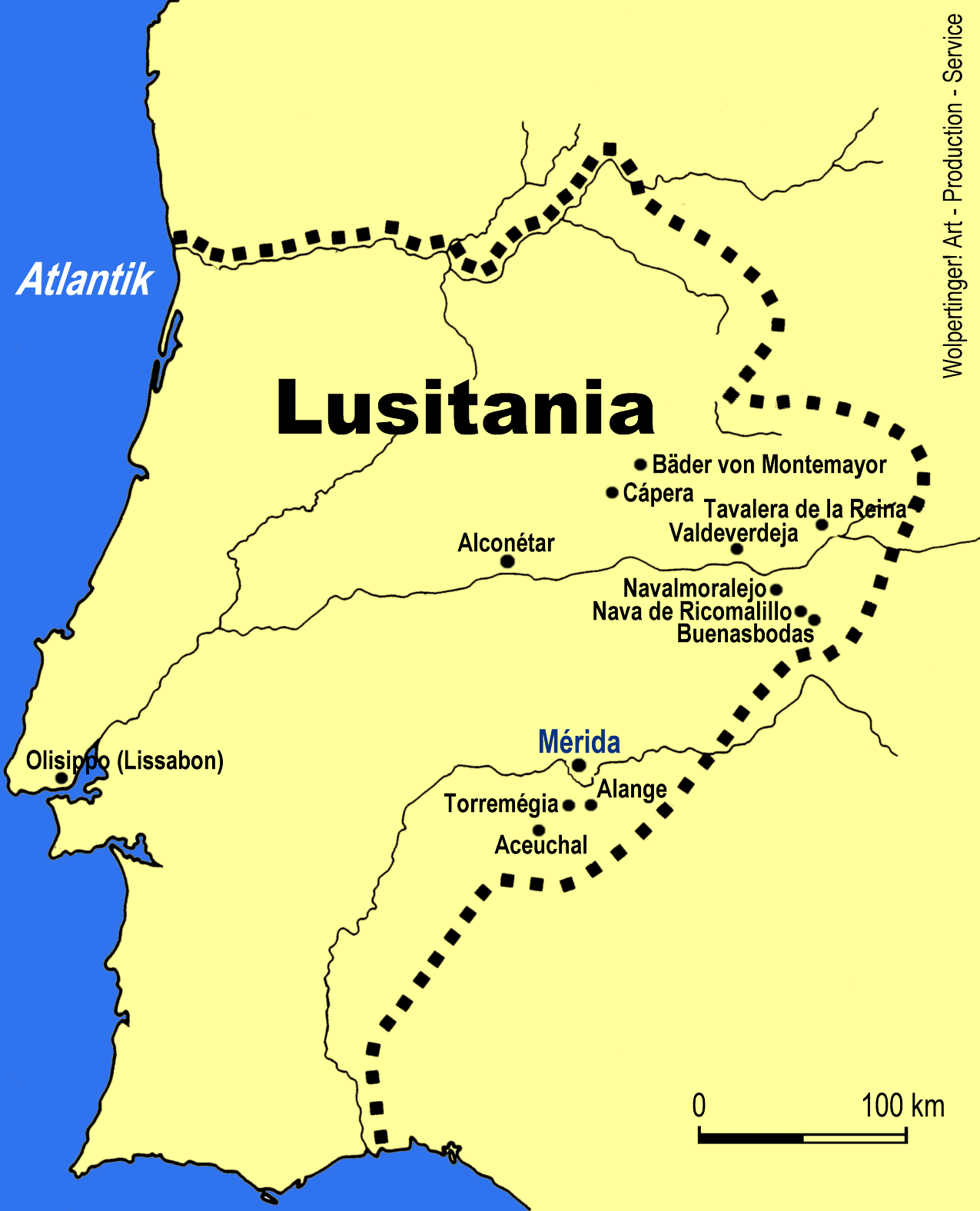
Карта Лузитании

В римские времена история современной Португалии трудно отделима от истории Испании.
В 159—135 годах до н. э. разразилась Лузитанская война племён против римских легионов.
Провинция Лузитания была основана в 15 году до н. э. и занимала территорию южной Португалии, известна своими железными и серебряными рудниками.

## Германские племена

Германские королевства в Иберии на 560 год

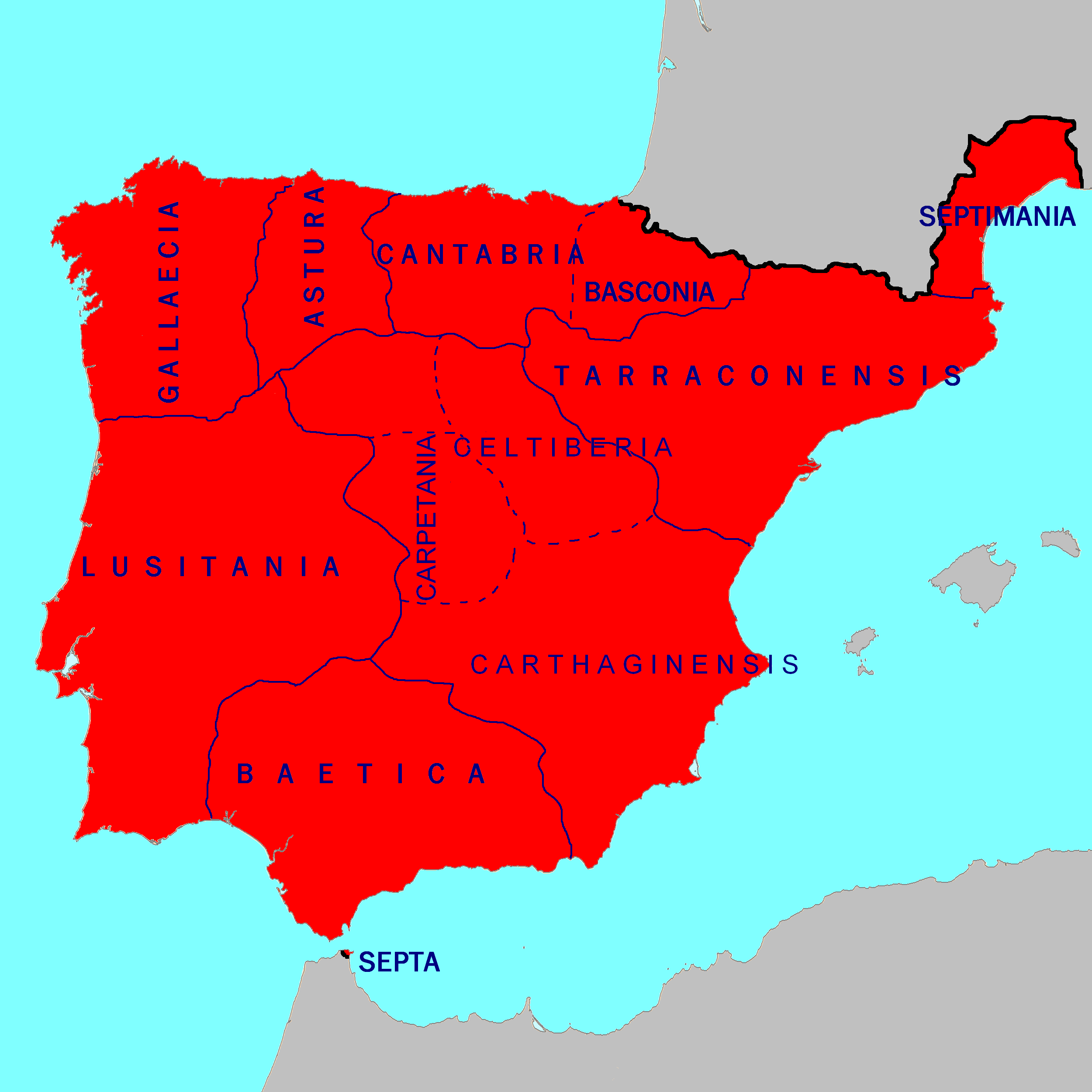
Вестготское королевство в 700 году, перед арабским завоеванием.

После падения Рима на территории будущей Португалии с 409 года хозяйничали германские племена вандалов, затем переселившиеся из степных районов Северного Причерноморья и бассейна реки Дон ираноязычные аланы и вновь германские племена — свевы, а потом вестготы.
В 414 свевы заключили с римским правительством договор, по которому получали право поселиться на Иберийском полуострове в качестве федератов, к ним отошла Галисия и значительная часть современной Португалии. Численность свевов оценивается в 30—35 тысяч человек. В ранний период свевского владычества королевскими резиденциями были Брага, Порту и Мерида. Брага располагалась в центре свевской державы, и в VI веке этот город становится важнейшей резиденцией короля. Ещё с римских времён Брага и Мерида были важными центрами христианства, там находились епископы, эти города связаны с деятельностью христианских святых.
История свевов прослеживается по Хронике Идация до 469 года. Свевское культурное влияние оказалось незначительным, язык исчез, не оставив после себя никаких следов. Скорее всего культурное влияние свевов было незначительным по причине малочисленности племени. Средневековая Португалия видела себя наследницей вестготов, а не свевов.
Вестготский король Теодорих II вступил в войну со свевами, вторгся в Испанию, и к 474 году занял почти весь Пиренейский полуостров, оставив свевам небольшую часть северной Португалии и Галисии. Государство свевов было завоёвано в 585 году Леовигильдом, после чего разделяло судьбы Вестготского государства.

## Арабы

Кордовский халифат.

Исламские завоевания, 622—750.

С 711 по 716 годы племена мавров (арабы и берберы) заняли практически весь полуостров. Арабы на то время значительно превосходили вестготов и в культурном, и в экономическом отношении. Арабы ввели повсеместно системы орошения, повысив плодородие земли. До второй половины IX века мавры занимали всю территорию современной Португалии.
В 722 году началась Реконкиста — процесс отвоёвывания Пиренейского полуострова христианскими народами у арабов.
На долгое время (до 1000 года) граница установилась по реке Дору, Северная Португалия и Галисия оставались христианскими.
См. также: Омейяды, Аль-Андалус, Кордовский халифат, Реконкиста

## Графство Португалиякак часть Леона
Вассальное от королевства Леон Графство Португалия было основано в 868 году Вимарано Пересом — 868 год считается первым упоминанием Португалии как феодального владения, первооснова современной Португалии. Территории графства, состоящие преимущественно из гор, лесов и болот, были ограничены на севере Миньо, а на юге — рекой Мондегу. Название (Портуселиа, Терра портукаленсис) произошло от маленького порта Портус Кале или Вила-Нова-де-Гайя, ныне пригорода Порту, в устье реки Дору.
Португальские графы принимали активное участие в Реконкисте и в мятежах против королевской власти. Наивысшего влияния графство достигло при Менендо II Гонсалесе, ставшем регентом при короле Альфонсо V, позднее графство пришло в упадок и передано Галисии.
Графство было восстановлено в 1093 году Альфонсо VI Кастильским в качестве ленного владения для своего зятя Генриха Бургундского, в эту территорию входило графство Коимбрское, часть территории провинции Траз-уж-Монтиш и Алту-Дору и юг Галисии.
В 1139 году сын Генриха Бургундского Афонсу I Великий провозгласил себя королём.

## Периоды истории Португалии
Историю Португалии можно условно разделить на 12 периодов:
1. 1095—1279 — период формирования самостоятельного королевства Португалия и расширения его до нынешних континентальных границ.
2. 1279—1415 — период укрепления монархии в Португалии.
3. 1415—1499 — Период крестовых походов и географических открытий, кульминацией которого стало открытие океанского пути в Индию (1497—1499).
4. 1499—1580 — период формирования Португальской колониальной империи, простиравшейся от Бразилии на восток к Малукке.
5. 1581—1640 — период Испанского владычества в Португалии.
6. 1640—1755 — период реставрации Португальской монархии.
7. 1755—1826 — период Помбалиновских реформ и войн на Пиренейском полуострове.
8. 1826—1910 — период конституционной монархии.
9. 1910—1926 — период Первой республики.
10. 1926—1974 — период Второй Республики (диктатура Салазара).
11. 1974—1982 — период перехода к демократии и попыток строительства социализма.
12. С 1982 — современный период.

## Бургундская династия1139—1383 годы

### Реконкиста
Основателем государства считается Афонсу I. 25 июля 1139 года он одерживает грандиозную победу при Оурике, после чего его солдаты провозглашают его королём (буквально «король португальцев» (порт. Rei dos Portugueses). Затем Афонсу собирает королевскую ассамблею в Ламегу, где получает корону из рук архиепископа Браганса в подтверждение независимости. С этого момента Португалия фактически перестаёт быть феодальным уделом Кастилии и становится независимым государством.
Далее Афонсу борется за признание себя королём Церковью и соседними государствами. Он основал несколько монастырей и конвентов и даровал привилегии религиозным орденам. В 1143 году, он объявляет себя и своё королевство слугами Церкви и обещает довершить изгнание мавров. Афонсу отвоёвывает у мавров Сантарен в 1146 году и Лиссабон в 1147 году. Он также отвоёвывает часть территории к югу от реки Тежу, которую однако не смог удержать.
Король Альфонсо VII Кастильский, двоюродный брат Афонсу, был недоволен независимостью Португалии, считая её мятежом. Началась война с Кастилией, Афонсу вступил в союз с королём Арагона. В 1167 году, Афонсу был ранен близ Бадахоса и взят в плен солдатами Леонского короля. Португалия была вынуждена капитулировать, отдав в качестве выкупа почти всё завоёванное Афонсу в Галисии.
В 1179 году папа Александр III особой буллой признал Афонсу королём Португалии, как независимого государства, с правом завоёвывать земли мавров. Португалия наконец утвердилась как государство и обезопасила себя от попыток аннексии со стороны Кастилии.
Сын Афонсу, король Саншу I в 1189 году занял Алентежу и Алгарве, уже тогда Португалия приняла почти современные границы, но Саншу I не смог удержать завоевания, проиграв через год битву халифу Якуб аль-Мансуру.

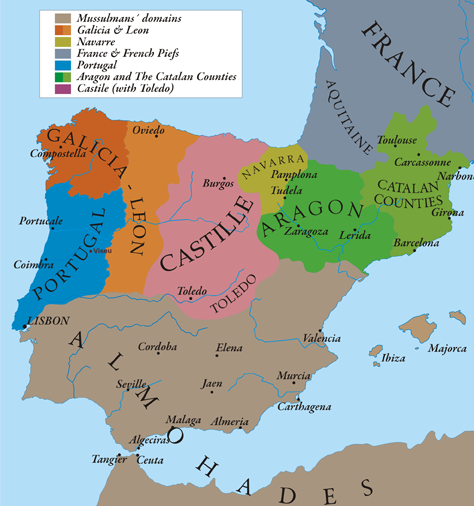
Испания и Португалия в 1210 году

Король Афонсу II постарался укрепить страну изнутри, ослабил войны, и, чувствуя силу, стал ослаблять привилегии духовенства, отчего был отлучён Папой от Церкви.
Его сын Саншу II стал активно продолжать Реконкисту и улаживать конфликты с церковью, занял часть Алгарве, однако не справился с политическими интригами, был объявлен Папой еретиком и изгнан, передав трон своему брату Афонсу III Булонскому.
Афонсу III укрепил законопорядок в стране, в 1254 году в городе Лейрии собрав первый кортес, куда вошла знать, среднее купечество и представители всех муниципалитетов. Он также издаёт свод законов, ограничивающих возможность притеснений высшей знатью населения. Афонсу III продолжил войну с мусульманами на юге. В его правление Алгарве стала частью королевства, вслед за захватом Фару. Португалия стала, таким образом, первым иберийским королевством, завершившим Реконкисту. В 1267 году в Бадахосе было подписано соглашение о южных границах между Кастилией и Португалией, определяемых рекой Гвадиана.

### Расцвет и укрепление Португалии
Период правления короля Диниша считается эпохой расцвета. Король сделал португальский язык официальным и прославился как поэт и трубадур. После короткого конфликта с Кастилией войны не велись. В 1297 году Диниш подписал пакт о границах с Фердинандом IV Кастильским, действительный по сегодняшний день.
Диниш продолжил политику отца по формированию законодательства и централизации власти. Он обнародовал ядро португальских гражданского и уголовного кодексов, защищающих низшие классы от притеснений и вымогательства. Было построено множество крепостей, созданы новые города и даны привилегии городов нескольким существующим поселениям. Были разведаны месторождения угля, серебра, олова и железа, и излишки разработок направлялись на экспорт в другие страны Европы. Первое Португальское торговое соглашение было подписано с Англией в 1308 году Диниш основал португальский флот. Диниш перераспределял земли, поощрял сельское хозяйство, организовывал сообщества земледельцев и наладил экспорт. Он основал регулярные ярмарки во многих городах и следил за их функционированием.
Он спас от преследований и конфискации имущества орден Тамплиеров, преобразовав его в Орден Христа с центром в городе Томар.
В стране развивалась культура. Лиссабон стал одной из главных научных и культурных столиц Европы. Был учреждён Университет Коимбры.
Ухудшилась ситуация в стране во время правления сына Диниша, Афонсу IV — в стране разразилась гражданская война, в 1344 году было страшное землетрясение, потом в 1348/1349 чума унесла жизни трети населения, а потом война короля против мятежного сына Педру I, который тем не менее после смерти Афонсу смог занять престол.
Педру I правил 10 лет и рано умер, оставив страну в цветущем состоянии.
В 1367 году королём стал Фернанду I, который ввязался в несколько конфликтов. Он заявил о своих претензиях на трон Кастилии, вступил в союз с Арагоном и мусульманской Гранадой, но потерпел несколько поражений. В 1373 и 1381 годах он снова вступил в безуспешные войны с Кастилией. Португалия была опустошена и разорена.
В 1383 году Фернанду заключил мир с Жуаном I Кастильским в Салватерре, отступившись от своих английских союзников, которые ответили на это опустошением части его территории. По соглашению Салватерра Беатрис выходила замуж за Жуана I Кастильского.
Фернанду умер в 1383 году, не оставив наследников.

### Междуцарствие1383—1385 годы
В соответствии с условиями брачного договора вдовствующая королева Леонора стала регентом от имени своей дочери Беатрис и зятя Хуана I Кастильского. У Леоноры долгое время была интрига с графом Оурень, чьё влияние вызывало негодование аристократии, к тому же её тирания подняла мятежные оппозиционные настроения. Недовольные избрали своим лидером Дона Жуана, великого магистра Ависского рыцарского ордена, побочного сына Педру Сурового, и организовали восстание в Лиссабоне, совершив убийство Графа Оурень в королевском дворце 6 декабря 1383 года.
Леонора бежала в Сантарен и попросила помощи Кастилии, в то время как Дон Жуан был провозглашён «защитником Португалии». Вскоре после этого кастильцы осуществили вторжение в Португалию с целью захватить Лиссабон и свергнуть Жуана Ависского с престола. Жуан Кастильский был подкреплён французской союзной кавалерией, а на стороне Жуана Ависского были английские войска. Первое вторжение в апреле 1384 года было отражено после битвы при Атолейруше. В мае того же года Хуан Кастильский вторгся с большой армией и осадил Лиссабон, но в результате голода и чумы через четыре месяца был вынужден снять осаду.

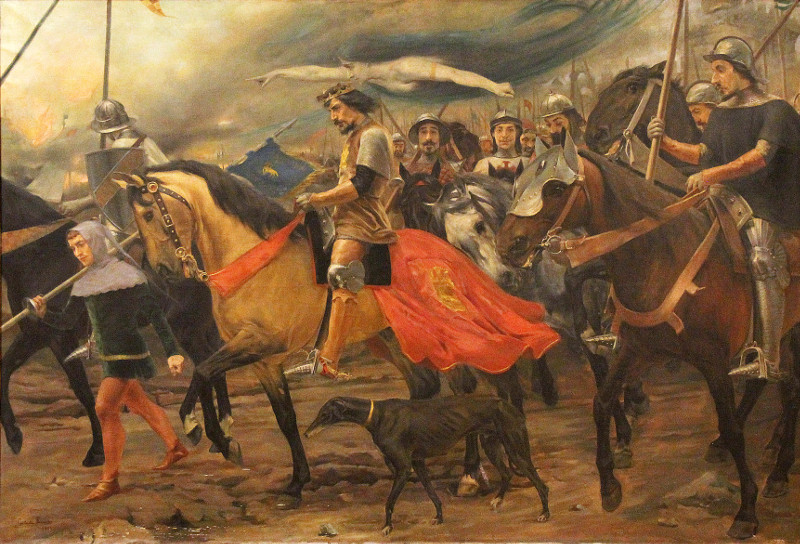
Чума заставляет кастильцев отступить от Лиссабона. Картина Константина Фернандоса (1901 год)

16 апреля 1385 года собрание кортесов в Коимбре провозглашает выборность короля Португалии и избирает по прошению советника Жуана даш Реграш Дона Жуана Ависского королём. Выбор великого магистра Ависского ордена вновь ратифицировал старинный союз короны и общин, включив знать и духовенство. Нация была объединена.
В 1385 году произошло новое кастильское вторжение, но в решающей битвы при Алжубарроте 14 августа 1385 года кастильская армия была практически уничтожена. Хуан Кастильский отступил, и трон остался за Жуаном I Ависским, который заключил также союз с Англией, воевавшей тогда с Францией
Жуан I Кастильский, узнав о планах Леоноры отравить его (либо под предлогом раскрытого заговора), заключил её в Тордесильский монастырь, где она и умерла в 1386 году.

## Ависская династия1385—1580

### Экспансия вМарокко
При бракосочетании Жуана I с Филиппой Ланкастерской, дочерью Джона Гонта в 1386 г. был подписан Виндзорский договор между Англией и Португалией, который положил начало англо-португальскому союзу, самому длительному в дипломатической истории, продолжавшемуся вплоть до мировых войн XX века.
После смерти в 1390 г. Жуана Кастильского Жуан I мирно правил страной и восстанавливал экономику. Он предпринял экспедицию по захвату мусульманского города Сеута в 1415 г., открыв возможности для мореплавания к побережью Африки.
Поддержка колонии Сеута оказалась дорогостоящей, и стало ясно, что обладание Сеутой без владения Танжером лишено смысла. В 1437 году братья короля Дуарти I Генрих Мореплаватель и Фернанду предложили королю атаковать Танжер. Экспедиция закончилась тяжёлым поражением, Фернанду был захвачен в плен в Фезе и умер, а скоро от чумы скончался и сам король.
Королём стал малолетний Афонсу V. Малолетство его было ознаменовано гражданскими смутами, вследствие столкновений за власть, сначала между его дядей Педру, герцогом Коимбрским, и матерью Элеонорой, а затем между Педру и самим королём. Последнего подстрекал к борьбе с дядей герцог Браганцский, выступавший представителем интересов дворянского сословия, в противоположность Педру, который, верный традициям деда и отца, защищал интересы народа. Столкновение закончилось смертью Педру.
Женившись на единственной дочери и наследнице Энрике IV Кастильского, Хуане, Афонсу V, после смерти Энрике IV, заявил притязания на кастильский престол, но кастильцы предпочли избрать королевой инфанту Изабеллу, вышедшую замуж за Фердинанда Арагонского. Афонсу V потерпел ряд неудач и, не получив помощи от Франции, вынужден был в 1479 г. заключить мир, в силу которого жена его была заключена в монастырь, а он сам отказался от притязаний на кастильский престол. Постоянные войны Афонсу V сильно истощили страну.
Афонсу V всячески поощрял экспедиции Генриха Мореплавателя в Африку и торговлю невольниками. В 1452 г. папа римский Николай V своей буллой санкционировал захват португальцами африканских земель и обращение их жителей в рабство. Генрих Мореплаватель установил государственную монополию на работорговлю.
Афонсу V собрал значительные средства для подготовки крестового похода, но крестовый поход не состоялся из-за смерти Папы, и средства были пущены на завоевание Танжера в 1471 году. Путь в Африку был свободен.
Король Жуан II укрепил колонии в Марокко и основал ряд поселений в Гвинее. В его правление Бартоломеу Диаш открыл мыс Доброй Надежды.

### Великие географические открытия
Существуя как государство с 1143 г., и оставаясь практически всегда в одних и тех же границах с XIII века, Португалия всегда была обращена к морю. Издревле важнейшими промыслами были рыболовство и торговое мореплавание. Однако страна, расположенная в стороне от главных торговых маршрутов того времени, не могла с большой выгодой для себя участвовать в мировой торговле. Экспорт был невелик, а ценные товары Востока, такие, как пряности, португальцам приходилось покупать по очень высоким ценам, тогда как страна после Реконкисты и войн с Кастилией была бедна и не имела для этого финансовых возможностей.

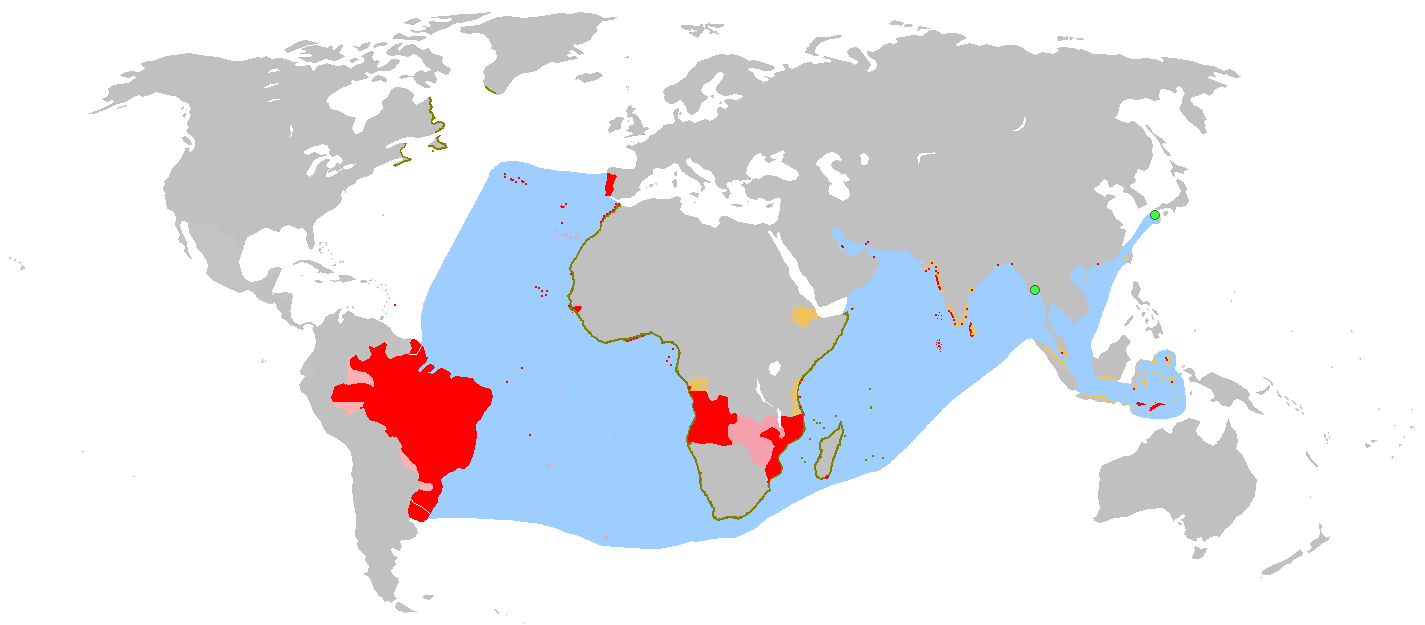
Португальская колониальная империя (1415—1999).
Красный цвет: территории колоний.
Розовый цвет: территориальные претензии.
Жёлтый цвет: сфера влияния.
Голубой цвет: важнейшие морские пути и ареалы проникновения.
Коричневый цвет: побережья исследованные, но не колонизованные португальцами

Интерес инфанта Энрике Мореплавателя к географическим исследованиям, соединённый с развитием технологий в мореплавании, стремлением португальских купцов к товарам стран Востока и необходимостью открытия новых торговых путей вместе породили португальскую экспансию и Великие географические открытия. После взятия Сеуты в 1415 году инфант Энрике принялся отправлять морские экспедиции к югу вдоль западного побережья Африки. Первые плавания не принесли казне дохода, однако вскоре корабли, возвращаясь в Португалию, начали привозить золото и рабов с африканского побережья, и, таким образом, интерес к дальнейшим плаваниям возрастал всё сильней. Одна за другой следовали экспедиции Нуну Триштана, Диниша Диаша, Альвизе Кадамосто и других выдающихся моряков, которые продвигались к югу всё дальше и дальше.
Однако на момент смерти Энрике Мореплавателя в 1460 году португальцы не пересекли даже экватора, достигнув к тому времени лишь побережья Сьерра-Леоне и открыв ряд островов в Атлантическом океане, в том числе острова Зелёного мыса. После этого экспедиции на какое-то время прекратились, однако вскоре были возобновлены опять — король превосходно понимал, насколько важно для Португалии открытие новых земель. Вскоре были достигнуты острова Сан-Томе и Принсипи, пройден экватор, а в 1482—1486 Диогу Кан открыл большой отрезок африканского берега к югу от экватора. Вместе с тем продолжалась экспансия в Марокко, а на гвинейском побережье португальцы активно устанавливали крепости и торговые пункты.
В 1487 году Жуан II по суше направил двух офицеров, Перу да Ковильяна и Афонсу ди Паива, на поиски пресвитера Иоанна и «страны пряностей». Ковильяну удалось достичь Индии, однако на обратном пути, узнав о том, что его спутник погиб в Эфиопии, он направился туда и был задержан там по приказу императора. Однако Ковильян сумел передать на родину отчёт о своём путешествии, в котором подтвердил, что вполне реально достичь Индии по морю, обогнув Африку.
Почти в то же время Бартоломеу Диаш открыл мыс Доброй Надежды, обогнул Африку и вышел в Индийский океан, окончательно доказав тем самым, что Африка не простирается до самого полюса, как полагали древние учёные. Однако матросы флотилии Диаша отказались плыть дальше, из-за чего мореплаватель не сумел достичь Индии и вынужден был вернуться в Португалию.
Наконец, в 1497—1499 году флотилия из четырёх кораблей под командованием Васко да Гамы, обогнув Африку, достигла берегов Индии и вернулась домой с грузом пряностей. Задача, поставленная более восьмидесяти лет назад инфантом Энрике, была выполнена.
В 1492 году происходил массовый исход в Португалию изгнанных из Испании иудеев.
В декабре 1496 года король Мануэл I издал декрет об изгнании евреев из Португалии и обязательном крещении всех детей. 20 000 евреев покинули страну. Оставшиеся были подвергнуты насильственному крещению согласно декрету от 19 марта 1497 года. Так возникла проблема «новых христиан». В Лиссабоне в 1506 году произошёл крупный еврейский погром; лидеры бунта были казнены по приказу короля.
В 1500 году Педру Алвареш Кабрал пытался достичь по морю Индии, но сильно отклонился на запад, чтобы избежать встречных ветров и течений у побережья Гвинеи, и открыл Бразилию. Жуан да Нова открыл остров Вознесения в 1501 г. и остров Святой Елены в 1502 г.; Триштан да Кунья был первым, увидевшим в 1506 г. архипелаг, до сих пор носящий его имя.
В Восточной Африке маленькие исламские государства вдоль побережья Мозамбика, султанат Килва, Брава и Момбаса были уничтожены, или стали подданными и союзниками Португалии. Педру де Ковильян достиг Абиссинии ещё в 1490 г; в Индийском океане и Арабском море, один из кораблей Кабрала открыл Мадагаскар в 1501 г, который был частично исследован Триштаном да Кунья (1507 г.); Маврикий был открыт в 1507 г, Сокотра завоёвана в 1506, и тогда же Лоуренсу д’Алмейда посетил Цейлон.
В Красном море Массава была самой северной точкой, часто посещаемой Португальцами до 1541 г, когда флот под командованием Эштевана да Гама проник до самого Суэца. Ормуз в Персидском Заливе был осаждён Альфонсом Альбукерки (1515), который также установил дипломатические отношения с Персией.
В континентальной Азии первые торговые посты были основаны Кабралом в Кочине и Калькутте (1501); более важным, однако, было завоевание Альбукерке Гоа (1510) и Малакки (1511) а также захват Диу (1535) Мартином Афонсу ди Соуза. Восточнее Малакки Альбукерки направил Дуарте Фернандеша в качестве дипломатического представителя в Таиланд (1511), и отправил к Молуккским островам две экспедиции (1512, 1514), которые основали португальский доминион на Малайском архипелаге.
Фернан Пиреш де Андраде посетил Кантон в 1517 г. и открыл торговые отношения с Китаем, где в 1557 г. Португальцам было разрешено оккупировать Макао. Япония, случайно открытая тремя Португальскими купцами в 1542 вскоре привлекла большое количество коммерсантов и миссионеров. В 1522 г. один из кораблей Фернандо Магеллана, португальца, состоявшего на службе Испании, совершил первое кругосветное путешествие.
В 1536 году по просьбе короля Португалии Жуана III в Португалии была официально утверждена инквизиция. Она занялась преследованием «новых христиан» по обвинению в том, что они продолжают исповедовать иудаизм.
К середине XVI века была создана обширная португальская колониальная империя. Португальские миссионеры распространяли христианство, устраивают школы, семинарии, монастыри, занимались изучением языков, истории, нравов и обычаев обращаемых ими в христианство народов и природы посещаемых ими стран. Но эта блестящая картина имела и оборотную сторону. Лёгкость наживы, обусловленная колониальными владениями, действовала деморализующим образом на Португалию. Управление отдалёнными странами и содержание в них войска вызывало громадные расходы, истощавшие казну. Громадные суммы тратились также на содержание военного флота, который должен был оберегать берега покорённых областей и защищать торговые суда Португалии от нападений корсаров, особенно французских. Португалия была вынуждена оборонять свои азиатские владения от Османской империи. Колонизация отвлекала массу сил в далёкие земли, отнимая их у земледелия, скотоводства и т. д. Многие из оставшихся на родине стекались в Лиссабон, население которого утроилось за 80 лет; целые области оставались необработанными.

### Колонизация Южной Америки

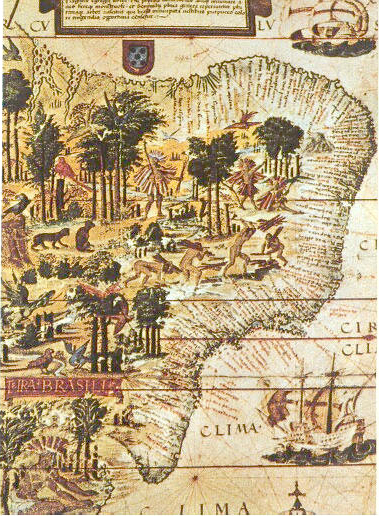
Карта Бразилии, выпущенная португальскими исследователями в 1519.

Тордесильясский договор 1494 года разграничил южноамериканские владения между Испанией и Португалией по меридиану на 370 лиг (1770 км, 1100 миль) к западу от островов Зелёного Мыса — в современных координатах, это меридиан 49°32’56" з. д., или «папский меридиан». Территории на запад от меридиана отошли Испании, а территории на восток от него — Португалии.
При короле Жуане III началась активная колонизация Южной Америки. В 1530 году из Португалии стали прибывать первые поселенцы, которые привозили с собой скот, саженцы и семена. На северо-востоке страны были основаны укреплённые поселения, первым из которых стал Сан-Висенте, который находится в прибрежной части современного штата Сан-Паулу, основанный в 1532 году, и столица колонии Салвадор (ныне столица штата Баия), основанный в 1549 году. На территории Бразилии были созданы 14 наследных феодальных владений — капитаний, причём некоторые из них по размеру больше, чем сама Португалия. Владельцы капитаний, так называемые donatarios, то есть те, которые «принимают дар», отвечали за их безопасность и развитие.
Важный вклад в развитие и прогресс колоний внесли иезуиты, которые занялись защитой и обращением индейцев в католичество, а также значительной работой по подъёму морального уровня колонистов. Индейцы, обращённые в католичество, селились в организованных иезуитами поселениях «алдеи» (aldeias), которые были похожи по структуре на миссии в испанской Америке.
Влажное и плодородное побережье современного штата Пернамбуку было пригодно для выращивания сахарного тростника. Сахар поставлялся на европейский рынок.
Португалия превратилась в мощную и богатую колониальную империю.

### Упадок династии
После смерти Жуана III регентство при малолетнем Себастьяне взял кардинал Энрике. Себастьян увлекался рыцарскими подвигами, и когда достиг совершеннолетия, затеял авантюрную войну за завоевание Марокко, в ходе которой погиб в 1578 году в битве при Эль-Ксар-эль-Кебире. Энрике, чтобы занять трон, снял с себя сан и женился, но Папа не утвердил его королём. Вскоре Энрике умер, не оставив наследников. В результате португальский трон заняла испанская династия Габсбургов.

## Зависимость от Испании1580—1640
В 1578 г. португальский король Себастиан погиб во время североафриканской экспедиции.
После смерти его наследника короля Энрике в 1580 году испанский король Филипп II, основываясь на праве наследования по родству и на богатых подарках, которыми он оделил португальскую аристократию, решил захватить португальский престол. Наиболее опасными для Филиппа II соперниками были Екатерина Браганцская и Антонио, незаконный сын инфанта Луиша (сына Мануэла I).
Среди португальцев возникла — весьма, впрочем, слабая — национальная партия, пытавшаяся оказать Филиппу вооружённое сопротивление; но испанская армия почти без борьбы заняла всю страну (в 1580 г.), а спустя несколько месяцев португальские кортесы провозгласили Филиппа португальским королём. Португалия на 60 лет превратилась в провинцию Испании, которая управлялась вице-королём. Португальские колонии немедленно покорились испанскому владычеству, но португальский народ долгое время боролся, побуждаемый к восстанию целым рядом самозванцев (Лже-Себастьян I, Лже-Себастьян II). Антонио также делал целый ряд попыток вооружённой силой отстоять свои права, опираясь то на французов, то на англичан, но, после многих неудач, умер во Франции, в бедности, в 1594 году.
Все обещания Филиппа были нарушены: португальские интересы всегда приносились в жертву испанским, кортесы созывались только один раз, в 1619 году; на государственные должности в Португалию постоянно назначались испанцы. Колониальное могущество Португалии было сломлено соединёнными усилиями голландцев, англичан и французов, особенно первых, завладевших половиной Бразилии, Молуккскими островами, Суматрой и т. д. и всюду построивших фактории, составлявшие противовес португальским. При этом голландцы сумели лучше организовать свои торговые дела и совершенно подорвать торговлю португальцев. Вывозя товары из Индии, голландцы развозили их во все европейские страны, португальцы же складывали все свои товары в Лиссабоне и ожидали, что другие народы позаботятся сами забрать их оттуда. Английская Ост-Индская компания утвердилась в Индии. Французы поселились в Бразилии и открыли торговлю с Южной Америкой и с западным берегом Африки.

## Династия Браганса1640—1910
1 декабря 1640 г. Португалия вернула себе независимость от Испании, и на трон вступил Жуан IV.
Его правление и правление сына его, Афонсу VI (1656—1668), было посвящено всецело защите Португалии от нападений испанцев и защите колоний от нападений голландцев. Война с Голландией привела к изгнанию голландцев из Бразилии, но они завоевали Цейлон и распространили своё владычество на Малабарском берегу; за Португалией в Индии вскоре остались только области Гоа и Диу, а также китайская гавань Макао. Окончательный мир с Голландией заключён был в 1661 г.
Борьба с Испанией долго ограничивалась пограничными столкновениями, но после заключения Пиренейского мира граф Кастель Мельор, стоявший во главе управления Португалии, образовал сильное португальское войско, присоединив к нему солдат, присланных Англией, и французских и немецких волонтёров. Испанцы 17 июня 1665 г. были разбиты при Монтиш-Кларуше; Испания признала независимое Португальское государство 13 февраля 1668 года.
Жена Афонсу VI, принцесса Мария Савойская, влюбилась в его брата Педру и после года брачной жизни развелась с мужем; Педру, сумевший приобрести большую популярность в народе и поддерживаемый иезуитами, принудил короля, слабого физически и умственно, отречься от престола, женился на Марии и правил государством сначала под именем регента, а затем как король, с 1683 по 1706 г. Наскоро созванные кортесы подтвердили эту перемену правительства. Мало заботясь об интересах народа, Педро стремился лишь к упрочению своего абсолютизма; той же политике следовали и его преемники. Когда оказывалась надобность в новых налогах, как, например, в 1706 г., они взимались без согласия кортесов; кортесы, несмотря на обещания, не созывались даже для принесения присяги наследнику престола или новому королю. Два события ознаменовали собой ещё царствование Педру II: война за испанское наследство и метуенский договор с Англией, на основании которого португальские вина допущены были к ввозу в Англию на условиях более благоприятных, чем немецкие и французские, взамен чего и английские мануфактурные товары пользовались такими же преимуществами, что ещё больше стеснило развитие португальской мануфактурной промышленности.
Войны, которые вели с Испанией Педру II и Жуан V (1706—1750), разорили страну и истощили её финансы. Жуан V, кроме того, много тратил на духовенство и папство и устраивал крестовый поход против турок, за что получил титул Fidelissimus. Тратя громадные суммы на себя и на свой двор, Жуан V издавал множество законов против роскоши, способствовавших упадку промышленной деятельности страны.
В середине XVIII века Португалия представляла самое жалкое зрелище. Земледелие дошло до такого упадка, что необходимые для потребления хлеб и масло привозились из чужих стран, а в земледельческих округах производилось только вино. Торговля и промышленность находились также в полном упадке. Англичане получили преобладающее влияние в торговых делах и смотрели на Португалию, как на подчинённую им область. Всё внимание португальцев было обращено на колонизацию Бразилии, куда их привлекали богатые рудники. 19 апреля 1735 года после оскорбления, нанесённого испанскому посланнику в Лиссабоне, Испания объявила Португалии войну, которая в Южной Америке носила локальный характер с участием нескольких тысяч человек с каждой стороны. 16 марта 1737 года при посредничестве Франции, Великобритании и Нидерландов, был подписан мирный договор.

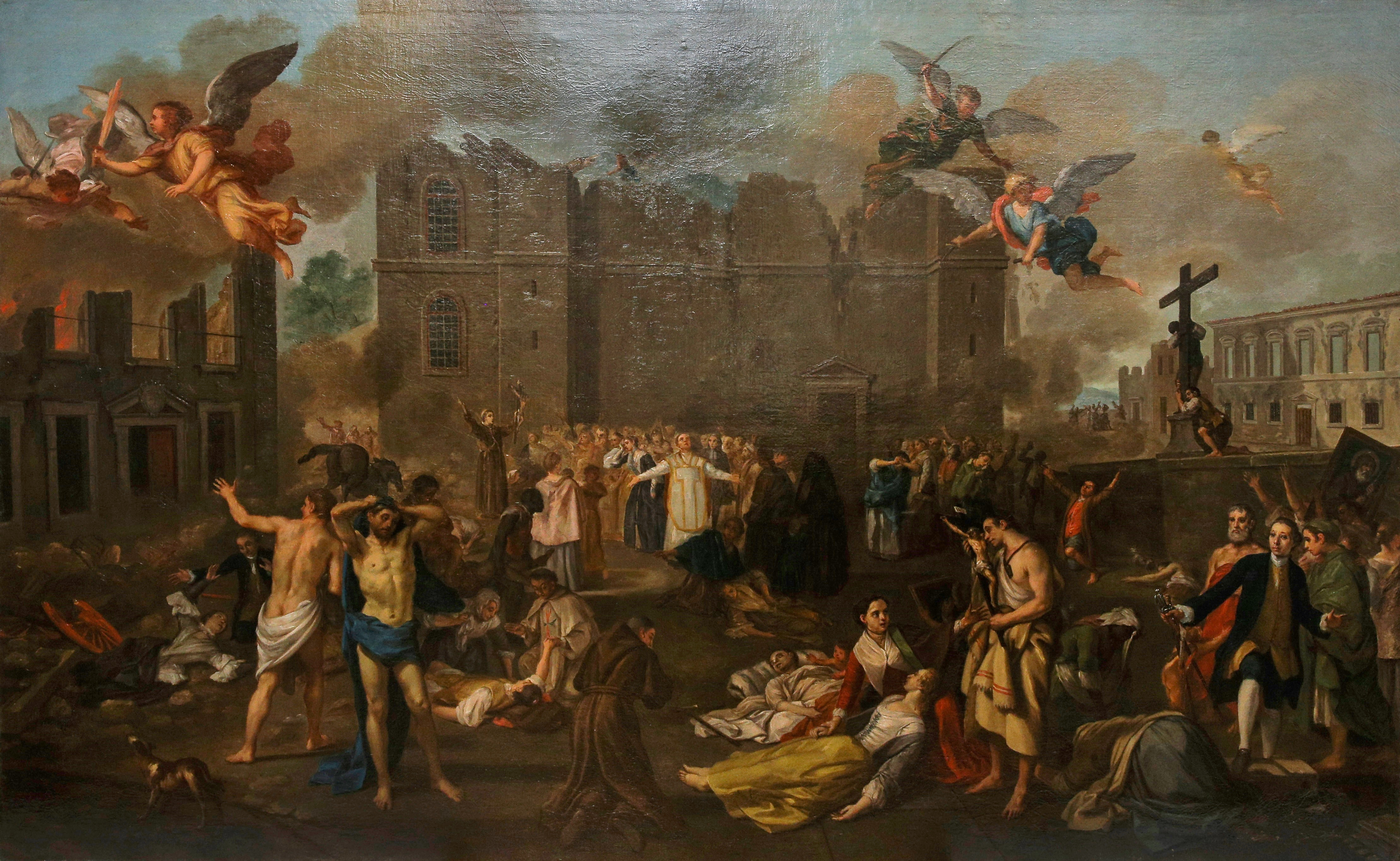
Аллегория землетрясения 1755 года, картина Жоао Гламы Стробёрле

Премьер-министр короля Жозе I (1750—1777) маркиз де Помбал долгое время правил страной. Он руководил восстановлением Португалии после землетрясения 1755 г. Маркиз де Помбал совершил ряд продуманных реформ, которые привели к восстановлению и укреплению Португалии. Помбал принуждал нехристиан (мусульман, индусов, евреев) принимать христианство, при этом он установил равные гражданские права всем жителям Португалии и колоний.
Когда Испания вмешалась в Семилетнюю войну, испанская армия вторглась в Португалию, но, при помощи британцев португальцы одержали победы над испанцами при Валенсии-де-Алькантара и Вила-Вельи, и мир был заключён 10 февраля 1763 г.
К концу царствования Жозе I вспыхнули раздоры с Испанией по поводу колонии Сан-Сакраменто; они не были ещё разрешены, когда король в 1777 г. умер, оставив престол своей старшей дочери Марии. Тотчас же по вступлении на престол новой королевы все благие начинания Помбала были отменены, а сам он выслан из Лиссабона. Суд над еретиками был восстановлен в прежней силе; иезуитам не разрешено было селиться в Португалии, но на их возвращение смотрели сквозь пальцы. Они вскоре получили прежнее влияние в управлении. Столкновение с Испанией в Америке закончилось возвращением Испании утраченного ею острова Санта-Катарина. Португалия также отказывалась от прав на Восточные миссии, колонию Сакраменто, а также Филиппинские и Марианские острова.

### Регентство Жуана VI
В 1788 г. королева сошла с ума, и регентом сделался (официально — с 1792 г.) её сын Жуан VI. После революции во Франции боязнь распространения революционных принципов вызвала усиленное преследование всех лиц, заподозренных в либеральных идеях, и изгнание из Португалии французов.
Жуан VI заключил с Великобританией союз против французской республики и соединил свои силы с испанскими. Испания вскоре заключила мир с Францией, но Португалия осталась верна Великобритании, вследствие чего между ней и Испанией в 1801 г. вспыхнула война. Англия назначила Португалии субсидию в 200000 фунтов стерлингов и отправила к ней на помощь 6000 солдат; но кампания окончилась в несколько дней весьма невыгодно для Португалии. Заключён был мир в Бадахосе 6 июня 1801 г., по которому Оливенса с её окрестностями была уступлена Испании, доступ британским судам в португальские порты был закрыт.

### Наполеоновские вторжения
В 1807 Наполеон договорился с Испанией о разделе Португалии. Под угрозой вторжения Наполеона регент Жуан VI переносит столицу в Рио-де-Жанейро, убежав, таким образом, со всем двором в Бразилию под охраной британского флота. Объединённые войска Британии и Португалии смогли остановить первое вторжение французов, однако за этим последовало ещё второе и третье наступление.

### Революция и мигелистские войны
Революция началась с восстания артиллерийского полка в Порту 24 августа 1820 года, которое было организовано революционным обществом Синедрион. 15 августа 1820 года восставшие офицеры при поддержке горожан создали в Лиссабоне революционное правительство, 28 сентября оно объединилось с революционным правительством Порту. Это восстание заставило Жуана VI вернуться из Бразилии, заранее согласившись на установление конституционной монархии. Своего старшего сына Педру он оставил управлять Бразилией, которая в 1822 году была объявлена независимым государством.
В 1822 учредительными кортесами была принята первая португальская конституция. Враги конституции сплотились вокруг жены Жуана VI, Карлоты-Жуакины и их младшего сына Мигела. Мигел возглавил движение за реставрацию абсолютизма, но потерпел неудачу и был изгнан из страны. Между тем Жуан VI согласился пойти на переговоры с Бразилией и в 1825 году признал её независимость, сохранив за собой титул императора.

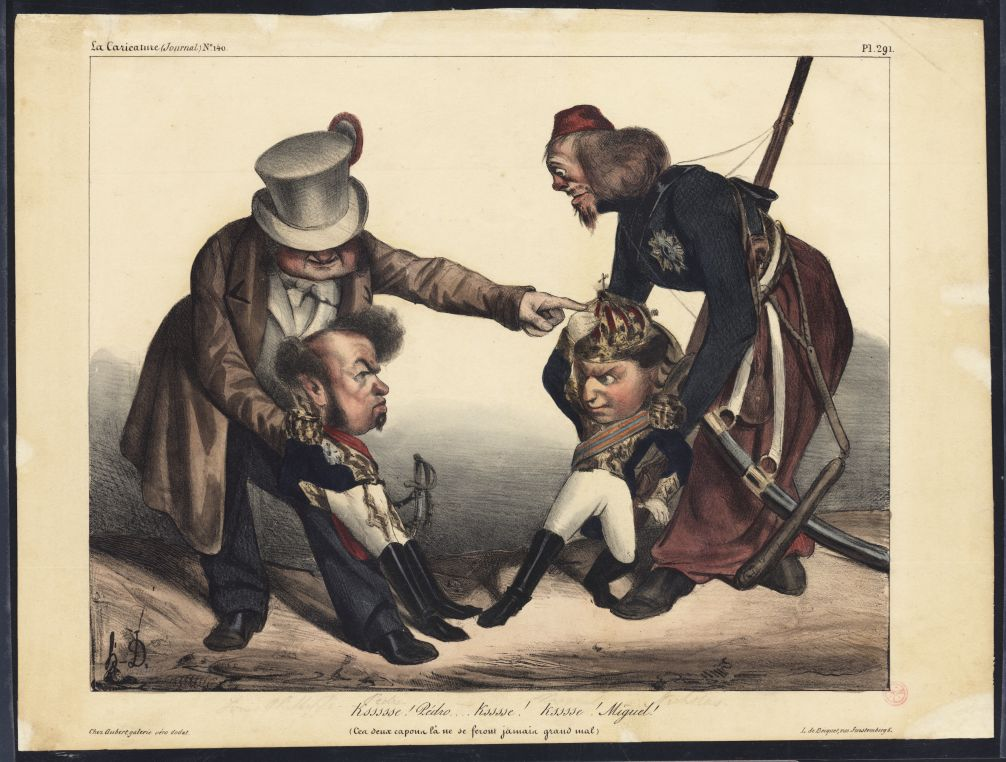
Карикатура Оноре Домье, изображающая Педру IV и Мигела

После его смерти в 1826 году престолы Португалии и Бразилии перешли к Педру IV, который оставался в Бразилии. Он передал португальский престол своей малолетней дочери Марии при условии, что она выйдет замуж за его брата Мигела, а Мигел примет конституцию, подготовленную Педру в 1826 году.
Вожди реакционеров, Амаранте и Абрантес, получили поддержку от апостолических хунт Испании и сделали нападение на португальскую территорию; оно было отражено, отчасти при помощи британских войск под командованием Уильяма Генри Клинтона; но в 1828 году Мигел вернулся в Португалию и объявил себя абсолютным монархом, подчиняясь всецело влиянию своей матери Карлоты-Жуакины. В ответ на это либералы восстали, но были разбиты. В течение одного месяца заключено было в тюрьмы 16 000 чел., принадлежавших к высшим сословиям. Всякий, кто мог, спасался в Великобританию. Имущества заключённых и эмигрантов были конфискованы. Малолетняя королева Мария вернулась обратно в Бразилию.
В 1831 году Педру отрёкся от престола Бразилии в пользу своего сына, в 1832 во главе вооружённых сторонников он высадился близ Порту и занял этот город после трёхмесячной осады. Затем он высадил войска в Алгарви и, наконец, вступил в Лиссабон. В 1833 году Мигел отрёкся от престола в обмен на ежегодную пенсию и обещание покинуть Португалию, чтобы никогда не вернуться в страну. Кортесы признали королевой 15-летнюю Марию II. В 1834 году Педру умер, но конституционный строй, за который он сражался, восторжествовал окончательно.

### Конституционная монархия
Гражданская война и потеря Бразилии привели к финансовому кризису. Для его преодоления было конфисковано и распродано имущество церкви.
В сентябре 1836 года к власти пришла более радикальная фракция Сентябристов, которая восстановила более либеральную конституцию 1822 года. В 1837 году маршалы герцоги Салданья и Терсейра подняли восстание, чтобы сместить Сентябристов. Однако оно потерпело поражение.
Выборы 1842 года продемонстрировали симпатии к консерваторам. Переход бывшего радикала Антониу Бернарду Кошты Кабрала на сторону консерваторов привёл к восстановлению герцогом Терсейра действия Хартии правления 1826 года, которая предоставляла королю широкие полномочия и предусматривала назначение (а не выборы) верхней палаты. Новое правительство хартистов устроило чистку национальной гвардии от политических влияний, ввело цензуру прессы и взяло под контроль радикальные клубы. В 1845 году был принят закон, запрещавший захоронения в церквях, и в ответ на это действия на севере страны поднялось крестьянское восстание во главе с трактирщицей Марией да Фонти, которое было жестоко подавлено.
В 1846 году королева отправила Кошту Кабрала в отставку. Сентябристы опубликовали манифест, направленный против королевской власти. Тогда Мария II отложила выборы и обратилась к герцогу Салданью с просьбой сформировать правительство. Сентябристы в ответ подняли восстание в Порту. В 1847 году был достигнут компромисс с повстанцами, что дало возможность вернуться к власти Салданье и Коште Кабралу, однако спустя два года они поссорились и Кошта Кабрал уволил Салданье. В 1851 году Салданья возглавил путч, а Кошта Кабрал был вынужден эмигрировать. Радикально настроенные в прошлом Сентябристы со временем трансформировались в оппозиционную партию Прогрессистов. Они пришли к власти в 1879 году.
Во второй половине XIX века продолжилась колониальная экспансия Португалии в Африке. Португальцы осваивали территории между Анголой и Мозамбиком, и в 1886 году стали претендовать на территорию от западного до восточного побережья Африки. Однако в 1890 году Великобритания предъявила ультиматум, запрещавший португальскую оккупацию территории между Анголой и Мозамбиком, что вызвало возмущение в Португалии. Правивший с 1889 года король Карлуш I вынужден был подчиниться ультиматуму, и в августе 1890 года были подписаны англо-португальские соглашения, окончательно определившие границы африканских колоний Португалии. С этого времени граница между португальскими Восточной Африкой и Западной Африкой, а также британской Родезией, проходили по рекам Замбези и Конго. Другой колониальный договор, по сути, ставший закреплением положений первого, был подписан 14 октября 1899 года. Все эти соглашения серьёзно подорвали авторитет и репутацию Карлуша I. Радикальное движение Поколение 1895 года во главе с колониальным администратором Антониу Энешем и офицером колониальных войск Жоакимом Аугусту Моузинью требовало активизации колониальной политики и ужесточения внутреннего режима.

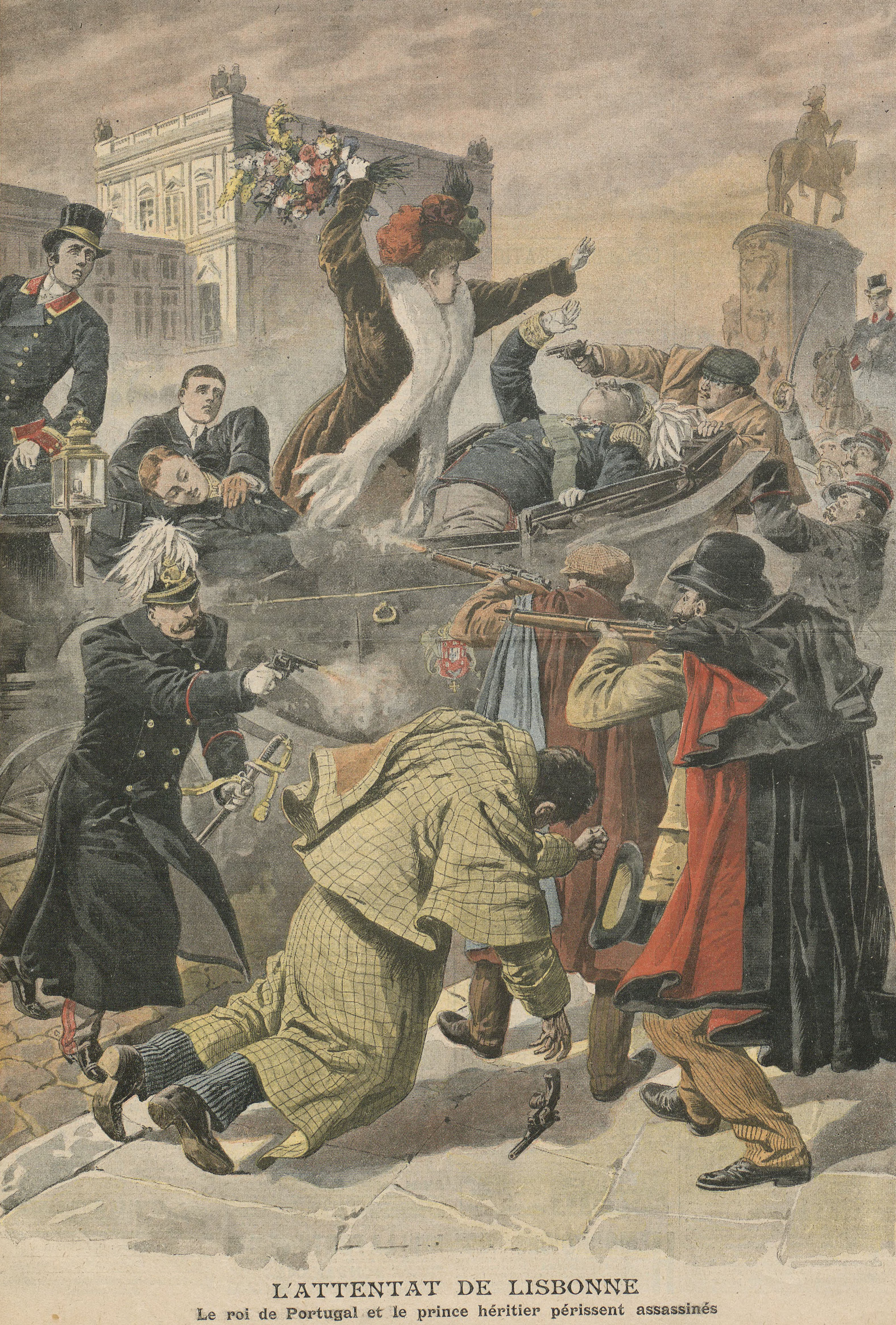
Лиссабонское цареубийство. Иллюстрация во французской прессе (некорректно изображено четыре террориста вместо двух)

В 1906 году Карлуш I предоставил диктаторские полномочия Жуану Франку, который правил страной, не созывая кортесов. Но в 1908 году Карлуш и его старший сын Луиш Филипе (наследник престола) были убиты террористами. Королём стал младший сын Карлуша Мануэл II, Франку был отстранён от власти, и за полтора года сменилось семь правительств.

## Первая республика1910—1926
Революция 1910 г. низложила монархию, после чего начался хаотичный республиканский период (ранняя республика). В первые два года существования республики было проведено много реформ: началось расширение системы всеобщего школьного образования, в 1911 году португальские рабочие получили право на забастовку, была также проведена налоговая реформа. Первый республиканский парламент был избран в мае 1911 года.
Новая конституция гарантировала гражданские права и свободы, а также неприкосновенность личности. Особое внимание уделялось ликвидации засилья католической церкви: были ликвидированы все религиозные титулы, церковь и государство были официально разделены в апреле 1911 года, а бывшая церковная собственность попала в светские руки. Часы, отведённые на религиозное образование, были урезаны более чем вдвое, количество духовных семинарий было сокращено наполовину.
В начале Первой мировой войны Португалия оставалась нейтральной страной, но в феврале 1916 г. вступила в войну на стороне Антанты. В 1917 Сидониу Паиш установил в стране диктатуру, но правление Паиша закончилось в следующем году его убийством. Война обострила финансовые проблемы страны, резко возросла инфляция.
Бичом новой власти, несмотря на то что она была избрана демократически, стала коррупция. В 1919 году произошла попытка реставрировать монархию. В период первой республики — с 1910 по 1926 год сменилось 44 правительства, произошло 24 восстания, 158 всеобщих забастовок, 17 попыток государственного переворота с участием недовольных военных. В 1921 во время так называемой Кровавой ночи был убит премьер-министр Антониу Гранжу, которого путчисты заставили уйти в отставку, и ряд других политиков. Из восьми президентов республики только один пробыл на посту весь срок. К 1926 году португальские демократы окончательно утратили поддержку народа, особенно крестьян на севере страны, которые оставались глубоко религиозны даже в период церковных гонений. После того как в 1925 году в стране произошла самая крупная финансовая афера в истории западного капитализма первой половины XX века, дни первой демократии были сочтены.

## Вторая республика1926—1974

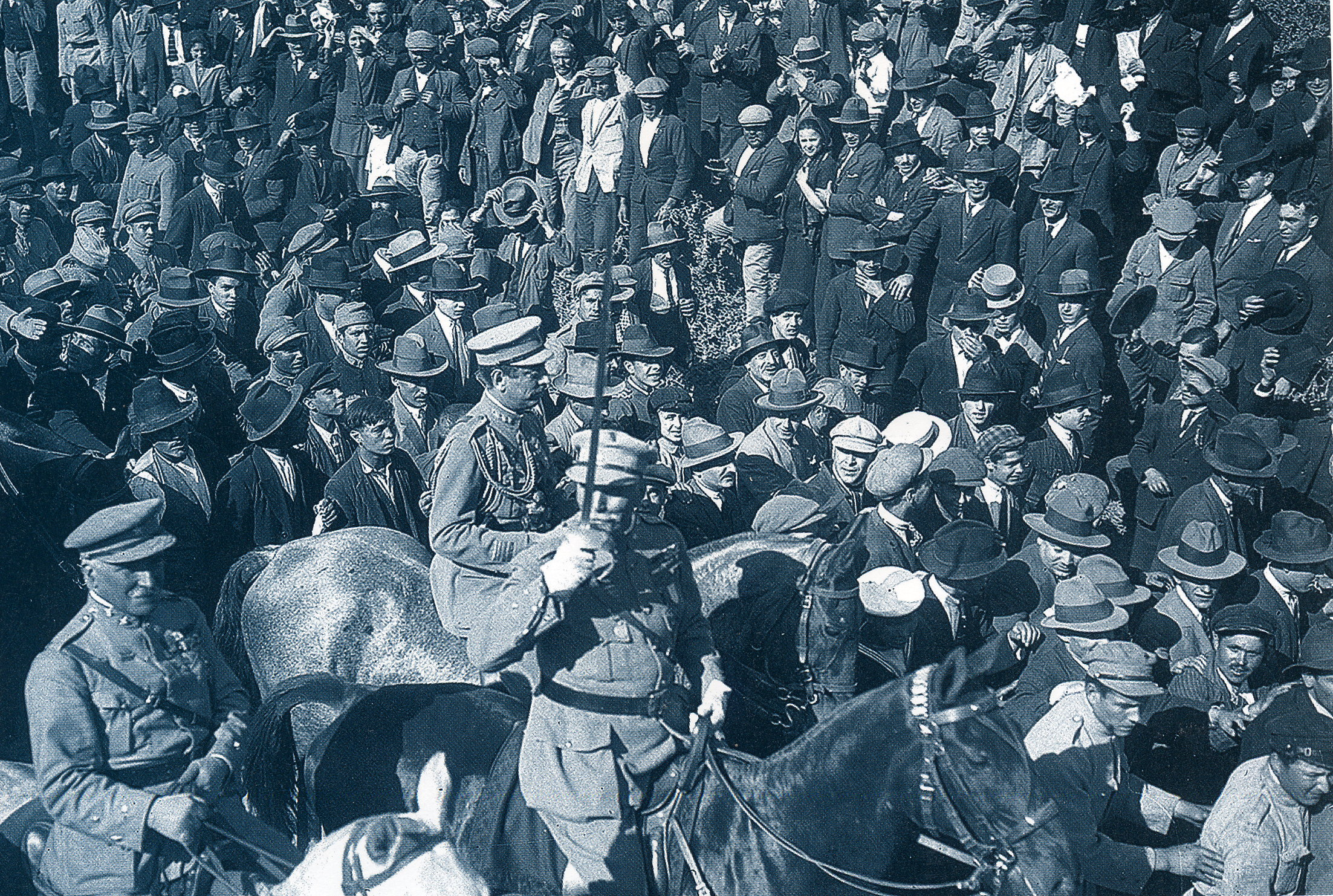
Мануэл ди Оливейра Гомиш да Кошта с войсками проходит победным маршем через Лиссабон 6 июня 1926 года

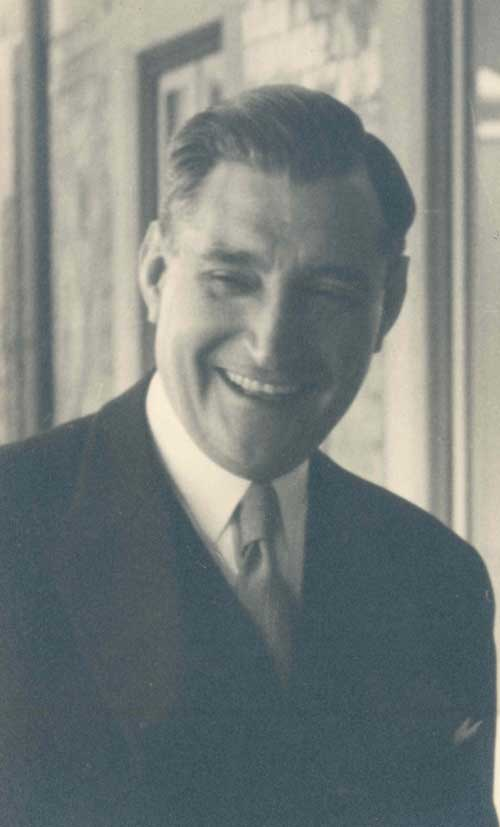
Антониу ди Салазар в 1939 году

Республике положил конец в 1926 г. военный переворот, установивший репрессивный авторитарный режим почти на пять десятилетий.
Руководство страной перешло к генералу Антониу Оскару ди Фрагушу Кармоне, который сначала стал временным президентом, а затем избирался президентом в 1928 г., 1935 г., 1942 г. и 1949 г. и умер на этом посту в 1951 г. В 1928 г. Кармона пригласил на должность министра финансов Антониу ди Оливейру Салазара. Налоговые реформы Салазара обеспечили увеличение доходов бюджета, государственный долг был сокращён, выделялись значительные средства на экономическое развитие, общественные работы, оборону и социальную сферу. В 1932 Салазар стал премьер-министром и подготовил проект конституции 1933, которая устанавливала авторитарный режим, получивший название «нового государства». Политическими инструментами режима являлись партия Национальный союз и военизированная организация Португальский легион.
Во время Второй мировой войны Португалия сохраняла нейтралитет. В 1949 г. она вступила в НАТО.
Серьёзная оппозиция Салазару впервые проявилась на президентских выборах 1958 г., когда победил адмирал Америку Томаш, поддерживаемый Салазаром, но генералу Умберту Делгаду, возглавлявшему оппозицию, удалось набрать четверть всех голосов. В результате в 1959 г. прямые выборы президента были отменены, а право выбора президента было передано избирательной коллегии. В 1965 году ПИДЕ организовала убийство Умберту Делгаду.
В 1961 г. португальские территории Гоа, Даман и Диу в Индии были оккупированы индийскими войсками и присоединены к Индии. В 1960-е годы начались антиколониальные восстания в Анголе, Мозамбике и Португальской Гвинее, принадлежавших Португалии. В результате Португалия направила в эти колонии значительную часть армии и тратила большие средства на борьбу с повстанцами. Одним из последствий колониальных войн стала эмиграция 1,6 млн португальцев, которые не желали служить в армии и в поисках работы выехали в разные страны мира.
В сентябре 1968 г. Салазар в результате болезни отошёл от политической деятельности. Новым главой правительства стал Марселу Каэтану, который произвёл незначительное смягчение политического курса. До самых последних дней существования фашистского режима против неугодных в тюрьмах применялись пытки и отсутствовали элементарные условия для жизни.

## Переход к гражданскому правлению
В 1982 году был распущен и заменён гражданским советом Революционный совет офицеров, который с 1976 года был совещательным органом при президенте страны.
На фоне экономического кризиса прошли парламентские выборы в апреле 1983 года, на которых победили социалисты, сформировавшие коалиционное правительство с социал-демократами, при этом Мариу Суариш сохранил пост премьер-министра.
В 1985 году социал-демократы отказались поддерживать правительство Суариша и получили большинство голосов на выборах. Анибал Каваку Силва стал премьер-министром коалиционного правительства с участием христианских демократов. На президентских выборах в 1986 победил Мариу Суариш, который стал первым за 60 лет гражданским президентом Португалии.

## В составе Евросоюза
1 января 1986 г. Португалия вступила в Евросоюз.
В 1987 социал-демократы получили подавляющее число голосов на парламентских выборах. При поддержке социалистов они внесли в 1989 поправки в конституцию страны, изменив марксистскую фразеологию 1976 года. Государственная собственность была ограничена, а государственное регулирование инвестиционной деятельности было отменено. В 1991 г. Суариш был переизбран на пост президента.
Вступление страны в ЕС и политика социал-демократического правительства привели к увеличению объёма иностранных инвестиций. В период 1986—1991 годов прирост производства ежегодно составлял от 3 до 5 %, а уровень безработицы сократился с 8 % до 4 %. Но в первой половине 1990-х годов уровень безработицы увеличился. В 1993 г. наступил очередной экономический кризис. Действия правительства по сокращению расходов на социальные нужды вызывали протесты.
На всеобщих выборах 1 октября 1995 г. социал-демократическая партия потерпела тяжёлое поражение, а победу одержали социалисты. Новое правительство, состоявшее из социалистов и беспартийных, возглавил лидер социалистов Антониу Гутерреш. В январе 1996 социалист Жоржи Сампайо был избран президентом страны.
В мае 1996 парламент принял решение о децентрализации управления страны. 8 ноября 1998 г. был проведён референдум по вопросу об административной реформе, в соответствии с которой вместо 18 административных округов в Континентальной Португалии, губернаторы которых назначались центральным правительством, должны были быть образованы 9 регионов с расширенными правами. Правительство назвало этот план «реформой века», правая оппозиция -«расколом нации». В результате реформа была отклонена 63,6 % голосов.
Правительством Гутерреша проводился курс на жёсткую экономию в большинстве отраслей, улучшение сбора налогов. Правительство, предприниматели и часть профсоюзов заключили «социальный пакт», который ограничивал повышение зарплаты.
В 1998 г. в Лиссабоне состоялась последняя Всемирная выставка XX столетия.
В октябре 1999 г. социалисты укрепили свои позиции на очередных всеобщих парламентских выборах, но затем возросло недовольство населения политикой правительства в социальной сфере и на досрочных парламентских выборах в марте 2002 социалисты потерпели поражение, а к власти вернулись социал-демократы и Народная партия. Пост премьер-министра занял лидер социал-демократов Жозе Мануэл Дуран Баррозу. В январе 2001 г. Сампайо был вновь избран президентом на следующий срок.
С 2015 года премьер-министром Португалии является социалист Антониу Кошта. На парламентских выборах 2022 года Социалистическая партия вновь одержала убедительную победу.
В 2002 г. Португалия вошла в зону единой европейской валюты Евро. В 2004 г. Португалия выступила организатором Чемпионата Европы по футболу. В 2010 году в стране были легализованы однополые браки.